# Оги и бубице
Оги и бубице (фр. Oggy et les Cafards; називи Оги и бубашвабе или Оги и жохари су такође у употреби) је цртани филм у ком се главни лик - мачак Оги, свакодневно бори са својим првим комшијама - бубицама, које су у овом анимираном филму уједно и споредне личности. Малишани радо гледају овај цртани филм, јер је пун авантура које плави мачак Оги свакодневно доживљава. 

## Радња
Оги живи сам у кући, чији су редовни гости бубице, које га свакодневно узнемиравају. Оги се на шаљив начин бори са њима. Овај цртани филм је занимљив и одраслима због хумора који доминира. Оги је један типичан дебели, умиљати мачак. Све што он жели је да спава по пар сати дневно, да једе, да гледа телевизор и да живи као и све остале мачке. Проблем је што га у томе ометају бубице Марки, Ди Ди и Џо. 

## Ликови
- Оги - главни лик, плави мачак који не може да се избори са три бубице које живе са њим.
- Џек - Огијев рођак, зелени мачак који је успешнији од Огија у борби против бубица, међутим ипак их не може трајно поразити.
- Марки - једна од бубица, највиши међу браћом, сиви труп и зелена глава.
- Ди Ди - једна од бубица, најнижи и најдебљи, љубичаст труп и велика наранџаста глава.
- Џои - једна од бубица, често намргођен, светло љубичасти труп и тамније љубичаста глава.
- Боб - снажни булдог, Огијев комшија који га мрзи, Оги често зна (случајно) да наљути Боба који га најчешће жестоко пребије.
- Оливија (скраћено Оли) - бела мачка, Огијева девојка.
- Моника - Огијева сестра близнакиња, увек на ролшулама, у њу је заљубљен Џек.

## Емитовање у Србији
У Србији цртани филм је први пут премијерно емитован на Телевизији Happy 2005. године, па касније и на PinKids-у у периоду 2010-2011. године. ТВ Ултра емитовала је цртани од 2016. до 2017. године, а нешто касније и ТВ Мини. Тренутно се емитује на каналу Пикабу. Емитовање на овом каналу почело је почетком априла 2018. године. На Пинк кидсу коришћен је назив Оги и бубашвабе, док ТВ Ултра, ТВ Мини и Пикабу користе Оги и бубице. Гледаоци из Србије и Босне и Херцеговине цртани су такође могли пратити на телевизији ОБН, где је коришћен хрватско-бошњачки назив Оги и жохари.